# Phare de Mutsure-jima
Le phare de Mutsure-jima (六連島灯台, mutsurejima tōdai) est situé sur l'île de Mutsure-jima, administrée par la ville de Shimonoseki, préfecture de Yamaguchi au Japon.

## Histoire
Le phare est allumé en 1872. Il est conçu par Richard Henry Brunton, embauché par le gouvernement du Japon au début de l'ère Meiji pour aider à construire des phares destinés à sécuriser la navigation des navires étrangers.

## Source
- (en) Cet article est partiellement ou en totalité issu de l’article de Wikipédia en anglais intitulé « Mutsurejima Lighthouse » (voir la liste des auteurs).